# Cercospora beticola
Espèce
Cercospora beticola est une espèce de champignons ascomycètes de la famille des Mycosphaerellaceae. Cette espèce est l'agent pathogène responsable de la cercosporiose de la betterave, dont le premier signalement en France remonte à 1887 en Champagne. C'est la maladie foliaire fongique la plus dommageable à la culture de la betterave sucrière avec environ 150 000 ha susceptibles d'être affectés.

## Synonymes
Selon Species Fungorum :
- Cercosporina beticola (Sacc.) Nakata, T. Nakajima & K. Katimoto (1915)
- Cercospora beticola var. beticola Sacc. (1876)
- Cercospora beticola var. poonensis Chidd. (1959)

## Symptômes

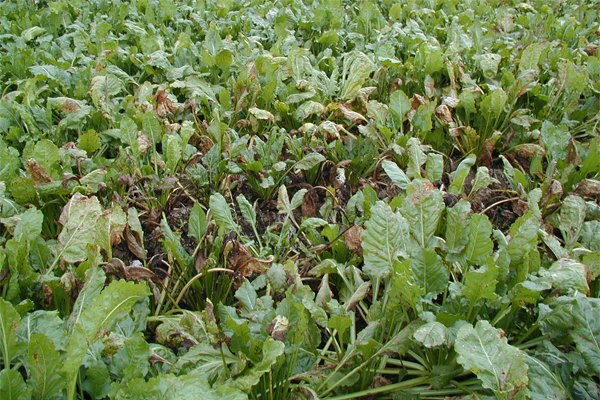
Foyer de cercosporiose dans un champ de betteraves.

La cercosporiose de la betterave est une maladie foliaire qui entraîne en cas d'attaque sévère la destruction totale du feuillage des plants de betterave. Elle se manifeste d'abord par l'apparition de petites taches de 5 mm de diamètre environ, grisâtres nécrosées au centre avec un liseré rouge ou brun. A la face inférieure des feuilles, apparaît un feutrage constitué de fructifications noires microscopiques. Ensuite ces taches se multiplient et entraînent le dessèchement des feuilles.

Généralement la maladie apparaît au niveau d'un foyer de quelques plantes, puis envahit l'ensemble du champ, favorisée par la pluie et ses éclaboussures qui dispersent les conidies.

## Liste des non-classés
Selon NCBI (18 juin 2014) :
- non-classé Cercospora beticola 303B